# Escape Room 2: Без изход
„Escape Room 2: Без изход“ (на английски: Escape Room: Tournament of Champions) е американски психологически филм на ужасите от 2021 година на режисьора Адам Робител, по сценарий на Уил Хонли, Мария Мелник, Даниел Туш, Орен Узиел, Кристин Лаваф и Фриц Бом. Продължение на „Escape Room: Играй или умри“, във филма участват Тейлър Ръсел, Логан Милър и Дебора Ан Улф, които повтарят ролите си от първия филм, заедно с новия член от актьорския състав Индия Мур, Холанд Родън, Томас Кокерел и Карлито Оливеро.